# Kretnica
Kretnica je naprava, ki omogoča spremembo smeri vožnje železniških vozil
z enega na drug tir.
Po načinu prestavljanja se kretnice delijo na leve oziroma desne kretnice (Sl. 1), ter na enojne in dvojne kretnice.
Kretnice se lahko premikajo ročno - ročna kretnica (Sl.2), ter daljinsko s pomočjo elektrike - kretnica z električnim pogonom - ali hidromotorja - hidravlična kretnica. Pri kretnici z električnim pogonom (Sl.3) elektromotor preko zobnikov in kretniškega drogovja premika kretnico iz ene v drugo lego. Premik (sprememba) lege traja od 4 sek do 6 sekund. Pri hidravlični kretnici pa hidromotor napenja posebno vzmet, ki potem preko prenosa premakne kretniško drogovje. Premik lege kretnice s hidromotorjem je znatno hitrejši, premik traja 1,5 do 2 sekunde.
V Sloveniji se za prestavljanje kretnic uporabljajo vsi trije načini: ročne kretnice na stranskih progah, kretnice z električnim pogonom na magistralnih progah, kretnice s hidravličnim pogonom pa se uporabljajo predvsem na ranžirnih postajah.